# Homopholis walbergii
Homopholis walbergii är en ödleart som beskrevs av  Smith 1849. Homopholis walbergii ingår i släktet Homopholis och familjen geckoödlor. IUCN kategoriserar arten globalt som livskraftig. Inga underarter finns listade i Catalogue of Life.